# 弗鲁加罗洛
弗鲁加罗洛（義大利語：Frugarolo），是意大利亚历山德里亚省的一个市镇。总面积27.25平方公里，人口2002人，人口密度73.5人/平方公里（2009年）。ISTAT代码为006075。